# Vinice Vyšehradské kapituly

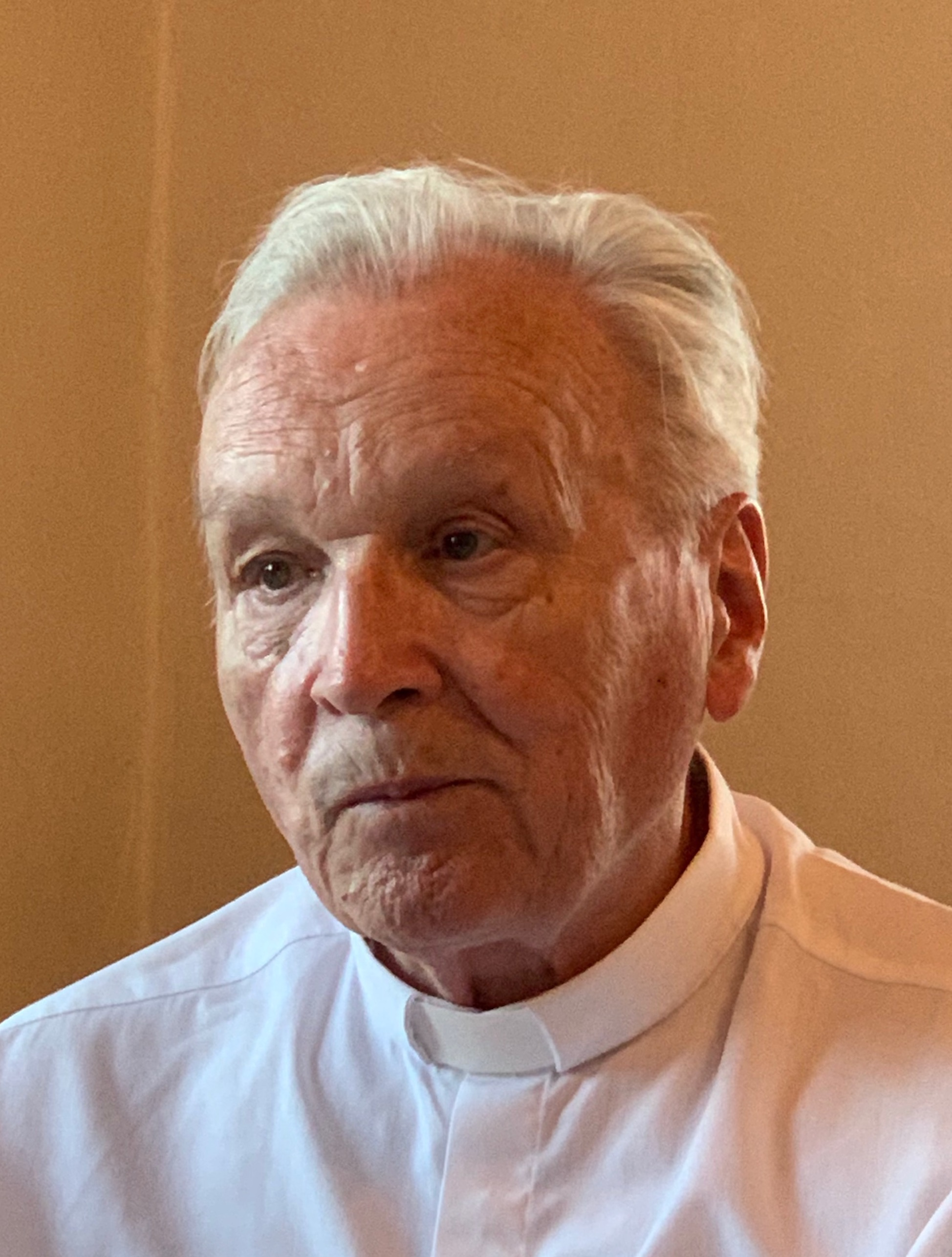
Emeritní probošt Vyšehradské kapituly Antonín Doležal (foto 2019)

Vinice Vyšehradské kapituly je malá soukromá vinice nacházející se za zdmi v zahradě rezidence Nového děkanství (současného – rok 2024 – sídla kapituly) v areálu pražského Vyšehradu. Vinice slouží také jako připomínka tradice vyšehradských vinic. Je největší ze všech vinic, které se nachází v dalších lokalitách Královské kolegiátní kapituly svatého Petra a Pavla na Vyšehradě.

## Podrobněji
V rámci obnovy kapitulní zahrady byla produkční vinice Vyšehradské kapituly založena v roce 2000 vinohradníkem Antonínem Turečkem (1945–2011) na základě iniciativy probošta Antonína Doležala (1936–2023). Ten doporučil vinici osázet keři odrůdy Müller Thurgau doplněnými několika hlavami jiných odrůd (Rulandské modré a Modrý Portugal).
Vinice byla zrenovována v roce 2012 a od tohoto roku se nachází v péči vinařů Stanislava Rudolfského (z Vinných sklepů Kutná Hora, s.r.o.) a jeho syna Lukáše Rudolfského. V rámci renovace vinice došlo i ke změně původního vedení z typu vertiko na rýnsko–hesenské, přičemž byly současně střední a ocelové sloupky nahrazeny sloupky dubovými.
V současné době (rok 2024) je pěstováno na vinici 130 keřů odrůdy Müller Thurgau a 32 keře odrůdy Rulandské modré (Pinot Noir) a Modrý Portugal (celkem roste na vinici 162 keřů). Vinice Vyšehradské kapituly je ošetřována v režimu ekologického vinohradnictví s využitím biodynamických principů (fenyklový olej a aplikace bylinkových extraktů (výluhů) z kopřivy, přesličky, šalvěje, apod.). Sklizené hrozny se zpracovávají na výsledné Vyšehradské cuvée přírodními postupy ve sklepích kláštera řádu svaté Voršily (Kutná Hora). Mošt kvasí spontánně bez pomoci uměle přidaných kvasinek a také bez řízeného kvašení. Do vína se nepřidávají žádné cizorodé látky (maximální snaha o zachování autenticity a originality vína). Roční produkce (150 až 300 očíslovaných lahví)  Vyšehradského cuveé slouží především k propagačním a reprezentačním účelům Vyšehradské kapituly (není běžně komerčně dostupné). 

Hrozny odrůd pěstovaných na vinici (ilustrační fotografie)
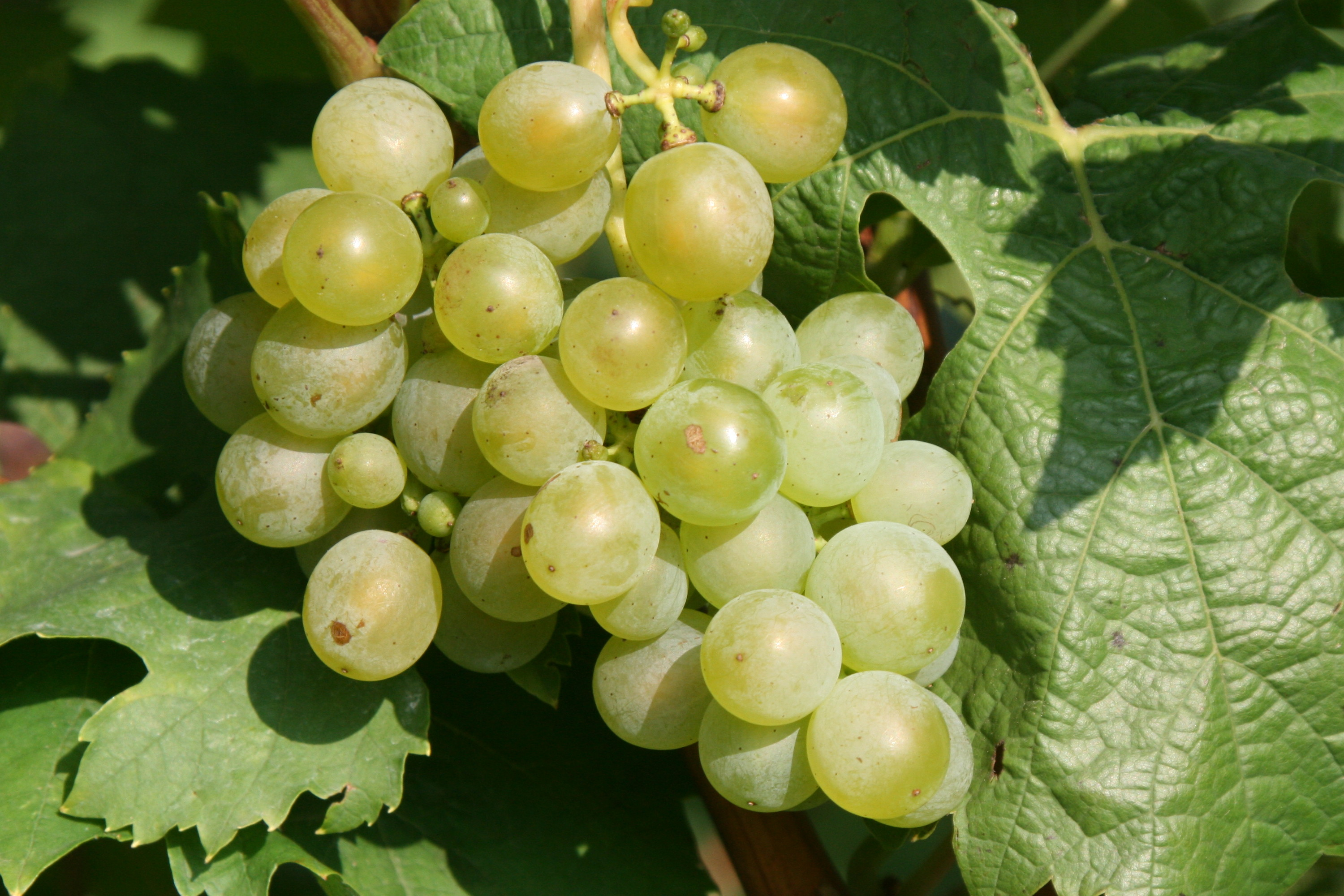
Müller Thurgau
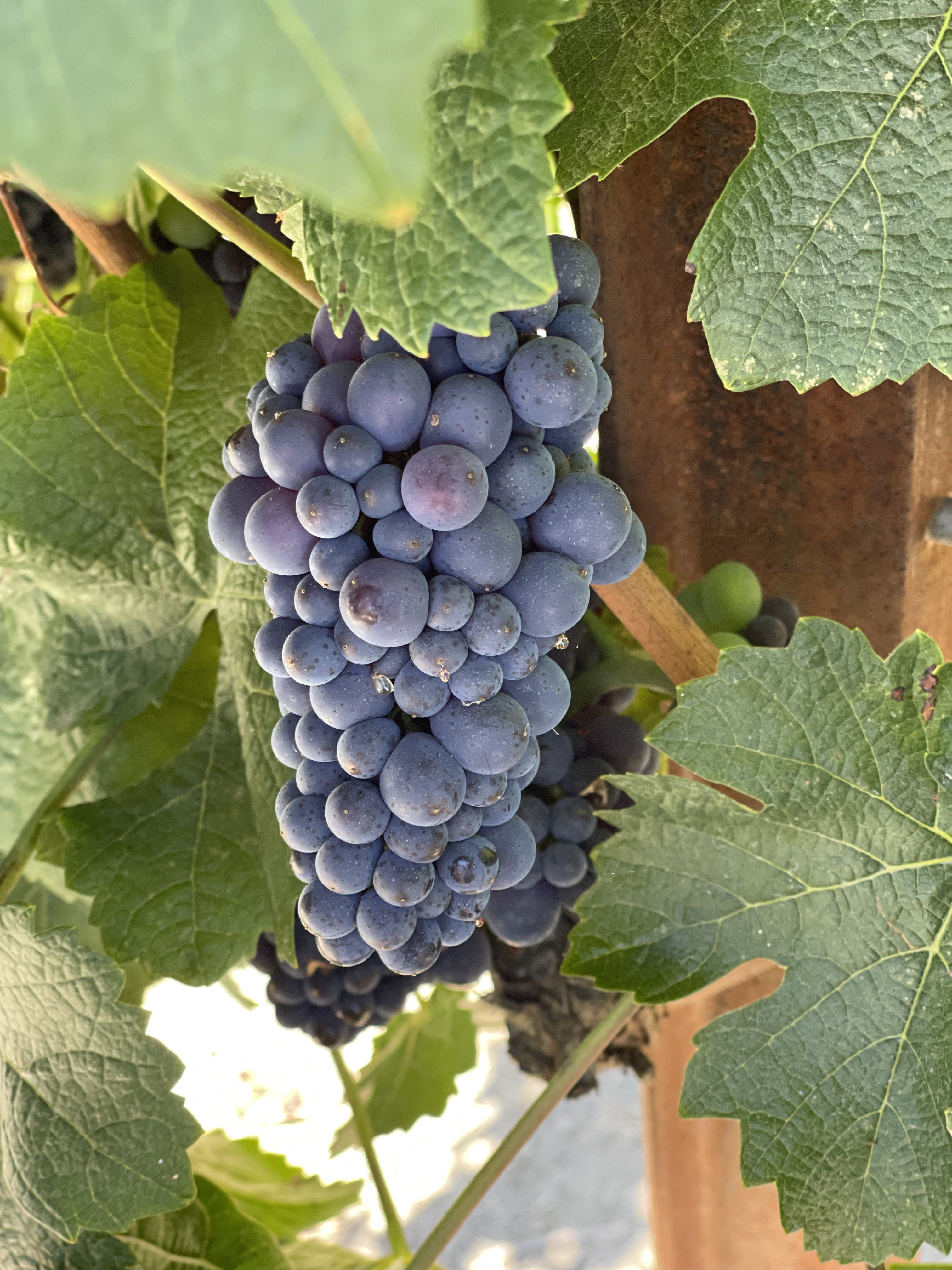
Rulandské modré (Pinot Noir)
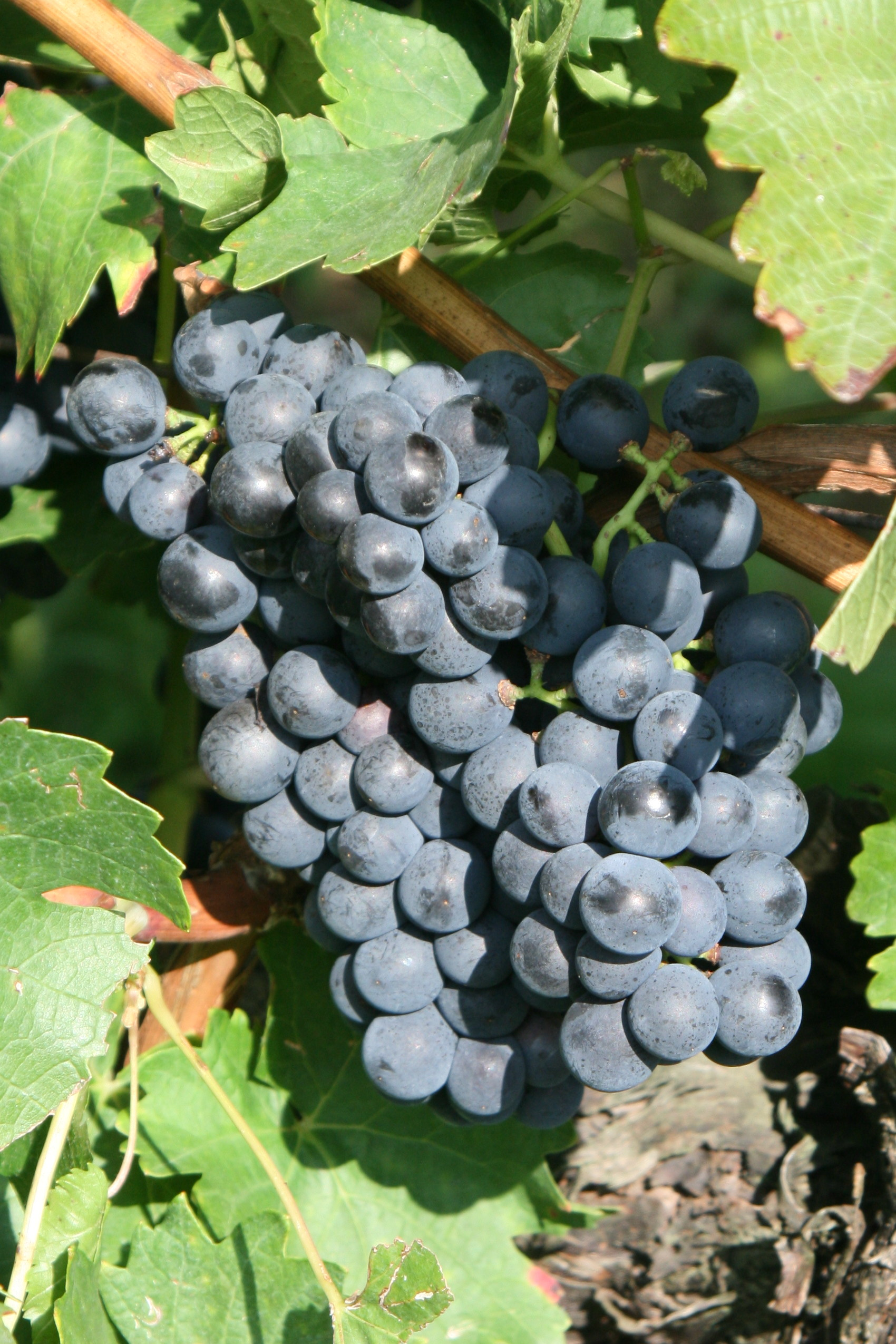
Modrý Portugal